# Alypius de Thagaste
Alypius, né à Thagaste en Numidie (aujourd’hui Souk Ahras en Algérie) vers 360, et mort vers 430, a été évêque de Thagaste de 395 jusqu’à sa mort. Contemporain de saint Augustin, il a aussi été l’un de ses plus proches amis.
C'est un saint de l'Église catholique romaine dont la fête est célébrée le 15 août. 

## Jeunesse
Il est né seulement quelques années après Augustin dans une famille aisée. Il suit, dans sa jeunesse, les cours de rhétorique donnés par Augustin à Thagaste (c’est là qu’il le rencontre pour la première fois). Trouvant qu’Augustin est un professeur « bon et savant » , il suit son aîné lorsque celui-ci s’en va enseigner à Carthage. À cette époque, Alypius est attiré, comme Augustin, par le manichéisme.
Au début 383, il part à Rome afin d’y étudier le droit.
En 384, Alypius accompagne Augustin à Milan. C’est là, dans le fameux « jardin de Milan », qu’Alypius est témoin de sa conversion et s’associe à sa décision de mener une vie ascétique. Il devient catéchumène comme Augustin et reçoit, en même temps que lui, le baptême des mains d’Ambroise de Milan, à Pâques 387. 
L’année suivante, Alypius rentre à Thagaste avec Augustin et l’aide à établir le premier monastère d’Afrique du Nord. Il lui prête notamment son concours pour la rédaction de la règle de vie connue aujourd’hui sous le nom de Règle de saint Augustin.

## Épiscopat
Quelques années plus tard, en 395, Alypius devient évêque de Thagaste. Pendant son épiscopat, il prend part à la lutte contre le donatisme, puis contre le pélagianisme.
Présent à la conférence de Carthage en 411, il y joue un rôle important, veillant en particulier à la régularité du déroulement de la confrontation. Seul ou avec Augustin, Alypius se déplace en Afrique pour aider ses confrères évêques à résoudre des problèmes délicats, ainsi que pour maintenir le contact entre les différentes communautés locales. 
Il entretient  aussi, dans les mêmes conditions de collégialité, des relations régulières avec le Siège apostolique, notamment, durant la lutte menée par l’épiscopat africain contre les partisans de Pélage, avec les papes Innocent et Zosime, puis le futur pape Sixte. 
Toujours dans le cadre de la lutte contre le pélagianisme, il fait un voyage à Ravenne, puis en Italie.
Alypius a été canonisé en 1584 par le pape Grégoire XIII.

## Autres sources
- André Mandouze (dir.), Histoire des saints et de la sainteté chrétienne, Paris, Hachette, 1987.
- (en) Page sur osa-west.org (Augustiniens)
- (en) Alypius sur "Catholic encyclopedia".